# Confédération saint-marinaise du travail
La Confederazione Sammarinese del Lavoro (CSdL - Confédération saint-marinaise du travail) est un syndicat de Saint-Marin affillié à la Confédération syndicale internationale.

## Annexe